# Rändajad
"Rändajad" (est.: "Putnici") je estonska pjesma grupe Urban Symphony koja predstavlja Estoniju na Eurosongu 2009. Tekst pjesme, kao i glazbu, napisao je Sven Lõhmus. 
Pjesma se natjecala u drugom polufinalu 14. svibnja i uspjela je, prvi put nakon uvođenja polufinala, izboriti mjesto u finalu 16. svibnja gdje će nastupati 15. 
Pjesma, koja sadži i dozu orijentalnih elemenata, govori o beskrajnim putovanjima kroz pustinju i rizicima samog puta. 
Autor pjesme, Sven Lõhmus, napisao je i pjesmu Let's Get Loud koju je na Eurosongu 2005. izvodila grupa Suntribe, ali pjesma nije postigla veći uspjeh.
U završnici je Estonija izborila izvrsno 6. mjesto dobivši od ostalih europskih zemalja ukupno 129 bodova.

## Uspjeh na ljestvicama
| Ljestvica (2009.)      | Plasman |
| ---------------------- | ------- |
| Belgija                | 68      |
| Estonija               | 3       |
| Finska                 | 10      |
| Grčka                  | 8       |
| Švedska                | 14      |
| Švicarska              | 86      |
| Ujedinjeno Kraljevstvo | 117     |

## Vanjske poveznice
- Snimka izvedbe s estonskog nacionalnog natjecanja
- Snimka izvedbe s drugog polufinala Eurosonga 2009.
- Snimka izvedbe s finala Eurosonga 2009.